# Domo-Farm Frites
El equipo Domo-Farm Frites es un antiguo equipo belga de ciclismo en ruta que existió durante las temporadas 2001 y 2002 y que fue dirigido por Patrick Lefevere.

## Historia
El equipo Domo-Farm Frites se fundó a finales de 2000 de las cenizas del equipo TVM-Farm Frites. También incluye la parte belga del Mapei, incluyendo en su cabeza, Patrick Lefevere y varios ciclistas, incluyendo Johan Museeuw. El equipo es especialista en clásicas flamencas, con dos victorias en la París-Roubaix, el 2001 con Knaven y con Museeuw el 2002. Otras victorias destacadas son la París-Tours de 2001 y la etapa del Tour de Francia de 2002 con final al Ventor, ambas por Richard Virenque. A finales del 2002 Farm Frites anunció que no renovaría su patrocinio y el equipo se disolvió. Una parte del equipo se unió al equipo Lotto, con el patrocinador Domo y Axel Merckx, y la otra parte se unió a los restos del Mapei para formar el Quick Step.

## Corredor mejor clasificado en las Grandes Vueltas
| Año  | Giro de Italia            | Tour de Francia         | Vuelta a España            |
| ---- | ------------------------- | ----------------------- | -------------------------- |
| 1980 | -                         | -                       | -                          |
| 1981 | -                         | -                       | -                          |
| 1982 | -                         | -                       | -                          |
| 1983 | -                         | -                       | -                          |
| 1984 | -                         | -                       | -                          |
| 1985 | -                         | -                       | -                          |
| 1986 | -                         | -                       | -                          |
| 1987 | 62.º Jean Habets          | -                       | -                          |
| 1988 | -                         | -                       | -                          |
| 1989 | 13.º Phil Anderson        | 38.º Phil Anderson      | -                          |
| 1990 | 33.º Phil Anderson        | 31.º Jörg Müller        | -                          |
| 1991 | 71.º Jörg Müller          | 13.º Gert-Jan Theunisse | 28.º Jesper Skibby         |
| 1992 | -                         | 13.º Gert-Jan Theunisse | 11.º Robert Millar         |
| 1993 | -                         | 24.º Robert Millar      | 15.º Robert Millar         |
| 1994 | -                         | 20.º Bo Hamburger       | 24.º Peter Meinert-Nielsen |
| 1995 | 95.º Bo Hamburger         | 17.º Bo Hamburger       | 31.º Peter Meinert-Nielsen |
| 1996 | 16.º Vladímir Pulnikov    | 13.º Bo Hamburger       | 40.º Maarten den Bakker    |
| 1997 | -                         | 23.º Laurent Roux       | 24.º Serguéi Ivanov        |
| 1998 | 17.º Claus Michael Møller | Abandono                | 25.º Claus Michael Møller  |
| 1999 | 78.º Andreas Klier        | -                       | 21.º Michel Lafis          |
| 2000 | 70.º Michel Lafis         | 77.º Koos Moerenhout    | 39.º Guennadi Mijáilov     |
| 2001 | -                         | 22.º Axel Meckx         | 16.º Tomáš Konečný         |
| 2002 | -                         | 16.º Richard Virenque   | 26.º Steven Kleynen        |

## Palmarés

### Clásicas
- París-Roubaix: 2001 (Servais Knaven); 2002 (Johan Museeuw)
- HEW Cyclassics: 2002 (Johan Museeuw)

### Grandes Vueltas
- Tour de Francia. 1 victoria de etapa: 2002 (Richard Virenque)

### Campeonatos nacionales
- Campeonato de Bélgica de contrarreloj: 2001 (Leif Hoste)
- Campeonato de los Estados Unidos en ruta: 2001 (Fred Rodríguez)

## Clasificaciones UCI
Hasta el 1998 los equipos ciclistas se encontraban clasificados dentro de la UCI en una única categoría. El 1999 la clasificación UCI por equipos se dividió entre GSI, GSII y GSIII. De acuerdo con esta clasificación los Grupos Deportivos Y son la primera categoría de los equipos ciclistas profesionales. La siguiente clasificación establece la posición del equipo al finalizar la temporada.
| Temporada | Clasificación por equipos | Mejor ciclista en la clasificación individual |
| --------- | ------------------------- | --------------------------------------------- |
| 2001      | 10.º                      | Romāns Vainšteins (12º)                       |
| 2002      | 15.º                      | Johan Museeuw (16º)                           |